# Jakob Christian Klipstein
Jakob Christian Klipstein (* 17. Dezember 1715; † 13. September 1786 in Darmstadt) war Staatsminister in der Landgrafschaft Hessen-Darmstadt.

## Familie
Klipstein war der Sohn des Forstmeisters Johann Daniel Klipstein (1674–1740) aus dessen Ehe mit der Pfarrerstochter Anna Katharina Werner (1674–1735). Sein Großvater väterlicherseits Caspar Klipstein (1627–1679), diente dem Landgrafen als Oberförster der Ämter Battenberg, Biedenkopf und Itter. Der mütterliche Großvater Johann Caspar Werner (1638–1710) wurde als Oberpfarrer zum Metropolitan in Gladenbach bestimmt. Väterlicherseits entstammte Klipstein einer Familie höherer hessen-darmstädtischer Forst- und Jagdbeamten, die gehäuft in der hessischen Jagdhistorie auftraten.
Jakob Christian Klipstein, der evangelischer Konfession war, heiratete am 10. Juli 1742 in Darmstadt Theodore Catharina Thilemann (1724–1808), die Tochter des hessen-darmstädtischen Leibarztes sowie Stadt- und Landphysikus Johann Zacharias Thilemann (1691–1736) mit seiner Gattin Anna Katharina Klipstein (1697–1747). Aus der Ehe gingen vier Kinder hervor:
- Johann August Klipstein (1743–1791), Justizamtmann im Amt Butzbach
- Philipp Engel Klipstein (1747–1808), Kammerdirektor und vielbeachteter Mineraloge
- Friedrich Leopold Klipstein (22. Juli 1752–1833) Oberst[3]
- Theodore Elisabeth Hartig (1767–1837), verheiratet mit dem Forstwissenschaftler Georg Ludwig Hartig (1764–1837)

## Leben
Klipstein besuchte das Pädagogium in Darmstadt sowie Idstein und studierte ab 1733 Rechtswissenschaften, Philosophie und Geschichte in Jena und Halle. Das Studium schloss er als Lic. jur. ab. Seine Dissertation mit dem Titel: De domino Rheni reichte Jakob Christian Klipstein an der Universität Gießen ein. 
1739 war er zur weiteren Ausbildung am Reichskammergericht in Wetzlar eingesetzt. 1741 trat Jakob Christian Klipstein als Regierungssekretär in hessen-darmstädtische Dienste. Es folgte 1752 die Ernennung zum Justizamtmann des Amtes Blankenstein. 1762 wurde er zum Amtsverwalter in Gießen im Rang eines Regierungsrats bestellt. Zu dieser Zeit des Siebenjährigen Krieges weilte Klipstein öfters im Lager des Prinzen Ferdinand von Braunschweig. 1768 erfolgte mit der Berufung zum Geheimen Referendar sowie Oberappellationsrat am Oberappellationsgericht in Darmstadt und Wien der nächste Karriereschritt für Jakob Christian Klipstein. 
Als Klipstein 1769 im Rahmen der Verhandlungen über die Staatsschulden Hessen-Darmstadts nach Wien entsandt wurde, bot ihm Fürst Colloredo an, ihn für eine Stellung als Reichshofrat vorzuschlagen, was Klipstein mit Verweis auf seine Tätigkeit in hessischen Diensten ablehnte.  
1772 wurde er schließlich Kammerpräsident und 1776 Kammerdirektor in Gießen, wo er 1779 zum Kanzler bestellt wurde. Klipstein galt als Gegner von Friedrich Carl von Moser, der 1772 Erster Minister in Hessen-Darmstadt geworden war und von dessen Bruder Gottfried Wilhelm von Moser. 
1780 wurde Friedrich Carl von Moser als Regierungschef gestürzt und Klipstein wurde am 11. Juni 1780 Wirklicher Geheimer Rat im Rang eines Staatsministers, zugleich Oberforstmeister sowie Jägermeister. Dem Geheimen Ratskollegium unter der Leitung des Präsidenten Andreas Peter von Hesse gehörte noch der Regierungsdirektor Wilhelm Adolf Miltenberger an. Klipstein verblieb bis zu seinem Tod im hessischen Staatsministerium.
Die gesamten biografischen Details aus dem Leben des Staatsmannes Jakob Christian Klipstein sind im Darmstädter Geschlechterbuch überliefert.